# Iglesia Episcopal Emmanuel (Eastsound, Washington)
La Iglesia Episcopal Emmanuel es una histórica iglesia de estilo gótico carpintero ubicada en Main Street en Eastsound en la isla Orcas, Washington.

## Historia
Fue realizada a finales del siglo XIX. El 12 de diciembre de 1994, fue añadido al Registro Nacional de Lugares Históricos.

## Descripción
Es una iglesia episcopaliana de estilo victoriano tardío y gótico carpintero
Dispone de una única planta, sustentada por un techo a dos aguas, contando con un porche delantero con soportales tras el que se dispone un oculo.